# Liste des chapelles des Bouches-du-Rhône
La liste des chapelles des Bouches-du-Rhône présente les chapelles de culte catholique situées sur le territoire des communes du département français des Bouches-du-Rhône. Il est fait état des diverses protections dont elles peuvent bénéficier, et notamment les inscriptions et classements au titre des monuments historiques.
Toutes sont situées dans l'archidiocèse de Marseille.